# Baza slovenskih filmov
Baza slovenskih filmov (BSF) je slovenska spletna izobraževalno-raziskovalna platforma, ki vključuje podatkovno bazo slovenskih filmov in spletni arhiv različnih vrst gradiv (fotografije, članke, kataloge, plakate in filme).
BSF je prva spletna platforma, ki sistematično popisuje tako profesionalno, kot tudi amatersko slovensko filmsko produkcijo in hkrati omogoča brezplačen in zakonit ogled nekaterih slovenskih filmov.
Projekt ustvarja in vzdržuje nevladna organizaciija Filmoteka, zavod za širjenje filmske kulture, sofinancira ga Slovenski filmski center, javna agencija RS. 